# بديل الوجبات
بديل الوجبات هو عبارة عن مشروب وقالب وحساء....إلخ  يستخدم عوضا عن الوجبة الغذائية الاعتيادية مع توافر كميات محددة من السعرات والعناصر الغذائية في هذا البديل، كما أن هناك بعض المشروبات تتخذ شكل «مخفوق صحى».
إن بدائل الوجبات المنصوص عليها صحيا تحتوى على المعادن والفيتامينات اللازمة، وتستخدم تلك البدائل من قبل لاعبى كمال  الأجسام لتوفير الوقت المستهلك في تحضير الطعام حيث يتناولون يوميا من خمس إلى ست وجبات. 
تستخدم بدائل الوجبات المخصصة لإنقاص الوزن في الاتحاد الأوروبى إما كمكمل غذائى (للتحكم في الوزن) وإما كبديل (حمية غذائية شاملة للتحكم في الوزن). يتم تنظيم الوجبات الغذائية العادية وفقا لما تحويه من طاقة والعناصر الغذائية التي تمد الجسم بها والمعلومات والإرشادات المتواجدة على كيس التعبئة الخاص بها والصادرة عن لجنة التوجيه بتاريخ 26 فبراير لعام 1996على الأغذية المخصصة للحميات الغذائية محدودة السعرات الحرارية لانقاص الوزن،  فعلى سبيل المثال يجب أن يمد بديل الوجبات الجسم بالطاقة من خلال سعرات حرارية تتراوح ما بين 200 إلى 300 سعرة مما لا يزيد عن ثلاثين بالمئة من الدهون ولا يقل عن كميات معينة من الفيتامينات والعناصر الغذائية المتنوعة.

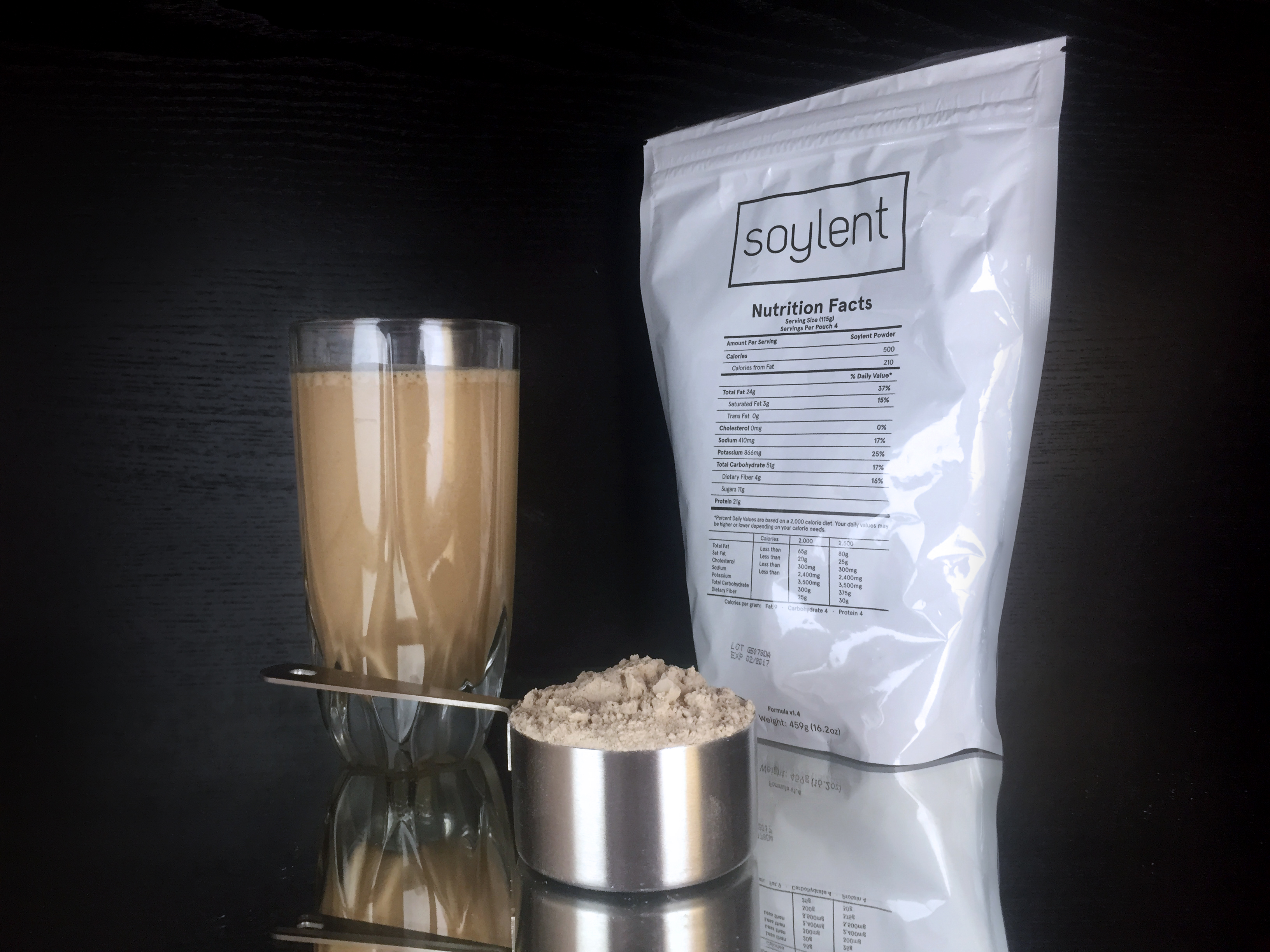
سويلنت هو مثال على منتج بديل للوجبات يأتي في شكل مسحوق.

إن المعلومات المتعارف عليها تكون مدونة على كيس التعبئة الخاص بالمنتج مثل تصريح بأن هذا المنتج لا يجب استخدامه لمدة ثلاث شهور متتالية دون إشراف طبى مما يحمى مستهلكى بدائل الوجبات من الإصابة بأعراض سوء التغذية.
أما في الولايات المتحدة فإن مصطلح «بديل الوجبات» غير معرف في اللوائح الخاصة بإدارة الغذاء والدواء ولكنه في المطلق يشير إلى «عملية التحكم في السعرات الحرارية»
إن المنتج المعبأ على هيئة قالب أو مشروب جاهز للاستخدم أو بودرة قد يتم استخدامه للاستغناء عن الوجبة الاعتيادية، وتقوم بدائل الوجبات بامداد الجسم بما يقارب من مائتين إلى مائتين وخمسين سعرة للوجبة الواحدة مدعمة بأكثر من عشرين نوعا من الفيتامين والمعادن ذات مستوى «جيد» أو «ممتاز» من حيث المصدر وغالبا ما يتصف محتواها بمتطلبات غذائية معينة مثل أن تكون نسبة الدهون منعدمة وأن تكون نسبة السكر مخفضة.
و قد يصنف بديل الوجبات على أنه من الأطعمة التقليدية أو الفنية، وفي كندا يتم تصنيف تلك «البدئل» وفقا للوكالة الكندية لفحص الأغذية ويجب أن يتم الإلتزم بالحد الأدنى من السعرات الحرارية والبروتين والفيتامين والإخلال بهذا الحد قد يتسبب في إيقاف بعض المنتجات الأمريكية. 

## في الثقافة الشعبية
أصبحت «بدائل الوجبات» سمة مألوفة للخيال العلمى خاصة فيما يتعلق بالسفر للفضاء، على الأقل منذ إطلاق فيلمى «سانتا كلوز ينتصر على سكان المريخ» عام 1964 و «ضياع التلفاز في الفضاء» عام 1965 .  

### روابط خارجية
Meals
Human diets